# Attillo Teruzzi
Attillo Teruzzi, italijanski general, * 1882, Milano, Kraljevina Italija, † 1950, Procida, Italija.